# Verbindungsbahn Mombo–Handeni
| Mombo–Handeni  | Mombo–Handeni         |
| -------------- | --------------------- |
| Streckenlänge: | 100 km                |
| Spurweite:     | wahrscheinlich 600 mm |
|                |                       |

Die Verbindungsbahn Mombo–Handeni wurde in den ersten Jahren des Ersten Weltkrieges in der Kolonie Deutsch-Ostafrika erbaut, um die beiden Eisenbahnstrecken der Kolonie miteinander zu verbinden.

## Geschichte
Mit Beginn des Ersten Weltkriegs in Ostafrika im August 1914 ergab sich für die Kolonie Deutsch-Ostafrika ein völliges Fehlen von Nord-Süd-Verkehrsverbindungen im Land. In der Friedenszeit hatte die Seeverbindung entlang der Küste des Indischen Ozeans dafür ausgereicht. Mit Beginn des Krieges blockierte die britische Flotte diese Verbindung. Deshalb wurden sogenannte Etappenstraßen im Inland für den Nord-Südverkehr geschaffen, auf der Trägerkolonnen die Güter transportierten.
Um die beiden von Ost nach West verlaufenden Bahnen der deutschen Kolonie, die Mittellandbahn und die Usambarabahn, an deren kürzesten Verbindungsstelle zwischen der Stadt Mombo an der Usambarabahn und der Stadt Morogoro an der Zentralbahn miteinander zu verbinden, wurde zunächst eine Etappenstraße zwischen den beiden Städten gebaut. Als nächster Schritt begann der Bau einer Schmalspurbahn ab Mombo in Richtung Morogoro. Dafür wurden Kleinbahnen auf Plantagenbetrieben der Kolonie abgebaut und die Schienen auf der neuen Strecke verlegt. Da keine Dampflokomotiven für den Verkehr zur Verfügung standen, wurden die Loren von Hand auf den Schienen bewegt. Auf jeden Fall gelang der Ausbau der Strecke bis Handeni und verkürzte die Strecke von zwölf Tagesmärschen für den Trägertransport auf neun Tagesmärsche auf der Strecke Mombo–Morogoro.
Bei der Räumung des Nordens der Kolonie Mitte 1916 vor den vorrückenden britischen Streitkräften aus Britisch-Ostafrika leistete die Kleinbahn wichtige Dienste beim Abtransport von Material und der Rückführung von Truppen der Schutztruppe für Deutsch-Ostafrika. Am 19. Juni 1916 fiel Handeni in britische Hand. Deutscherseits war beim Rückzug so viel wie möglich von der Bahn zerstört worden, damit sie nicht von den Briten genutzt werden konnte. Die Briten wiederum stellten sie so schnell wie möglich für ihre Zwecke wieder her.
Laut den Angaben im Buch von Vizeadmiral Max Looff, dem Kommandeur der deutschen Marinetruppen in Ostafrika, Deutsche Kolonie in Not, ist die Strecke von deutscher Seite nicht nur bis Handeni, sondern bis zur Mittellandbahn durchgebaut worden und hatte eine Länge von 100 Kilometern.